# Costosa allochroma
Costosa allochroma är en fjärilsart som beskrevs av Diakonoff 1968. Costosa allochroma ingår i släktet Costosa och familjen vecklare. Inga underarter finns listade i Catalogue of Life.